# Las Lomas (Coclé)
Las Lomas ist ein Corregimiento des Bezirks La Pintada in der Provinz Coclé in Panama. Bei der Volkszählung im Jahr 2023 hatte es 2350 Einwohner. Das Corregimiento erstreckt sich über eine Fläche von 86,3 km².
Das Corregimiento wurde durch Gesetz Nr. 56 vom 5. Dezember 2002 geschaffen.

## Bevölkerung
Die folgende Tabelle zeigt die Bevölkerung des Corregimientos Las Lomas, wie es in den Volkszählungen 2010 und 2023 erfasst wurde.
| Jahr         | 2010 | 2023 |
| ------------ | ---- | ---- |
| Einwohner    | 2072 | 2350 |
| davon Männer | 1135 | 1230 |
| davon Frauen | 937  | 1120 |

## Orte
Im Corregimiento Las Lomas befinden sich folgende Orte:
- Alto del Alsanagua
- Ana María
- Bajo Grande
- Bella Vista
- Caña Blanca
- Cañablancal
- Cerro Chileno
- Corte de Paja
- El Calabazo
- El Cedro
- El Chepano
- El Ciruelito
- El Jobo
- El Manglar
- El Níspero
- El Pedregoso
- El Silencio
- El Tigrero
- Flamenco
- La  Cabuya
- La Toronja
- La Trinidad
- Las Lomas
- Las Minas
- Las Potreras
- Loma Bonita
- Ojo de Agua
- Piedras Blancas
- Quebrada Grande
- Quebrada Honda
- Varillal